# گوهار گریگوریان
گوهار مامیکونی گریگوریان (ارمنی: Գոհար Մամիկոնի Գրիգորյան؛ انگلیسی: Gohar Grigoryan زاده ۲۰ مارس ۱۹۲۴ - درگذشته ۸ سپتامبر ۲۰۰۸) یک معمار اهل ارمنستان بود.

## زندگی‌نامه
وی در ۲۰ مارس ۱۹۲۴ در دیلیجان به دنیا آمد و از دانشگاه ملی پلی‌تکنیک ارمنستان (۱۹۴۹) فارغ‌التحصیل گشت. وی در Հայպետնախագիծ فعالیت کرده است. وی عضو اتحادیه معماران ارمنستان بود. وی همچنین برندهٔ جوایزی همچون معمار شایسته ارمنستان شوروی شده است. وی در ۸ سپتامبر ۲۰۰۸ در سن ۸۴ سالگی در ایروان درگذشت.

## نگارخانه

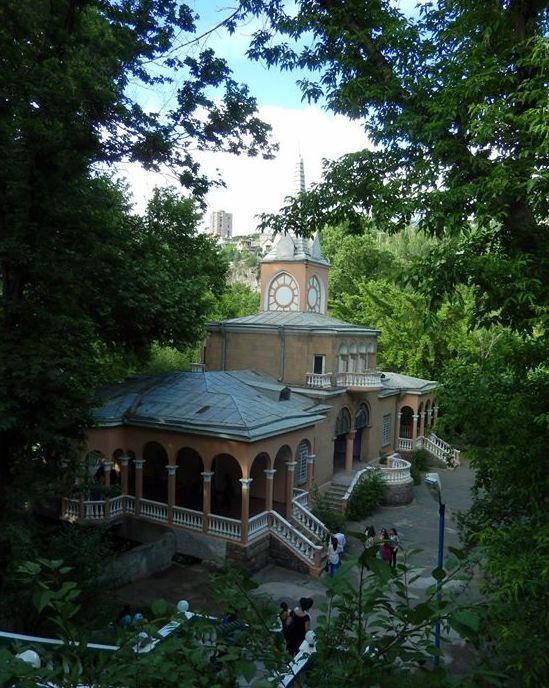